# West Roxbury Parkway
Der West Roxbury Parkway ist ein vom Landschaftsarchitekten Charles Eliot geplanter, jedoch erst nach seinem Tod im Jahr 1919 errichteter historischer Parkway auf den Stadtgebieten von Boston und Brookline  im Bundesstaat Massachusetts der Vereinigten Staaten. 
Er beginnt an der Washington Street in Boston und führt von dort aus als Enneking Parkway in Richtung Süden bis zum Horace James Circle in Brookline. Von dort führt er weiter als Hammond Pond Parkway und verbindet somit die Schutzgebiete Stony Brook Reservation und Hammond Pond Reservation miteinander.
Die Straße wurde im Jahr 2006 als Historic District in das National Register of Historic Places (NRHP) eingetragen. Sie wird vom Department of Conservation and Recreation (DCR) verwaltet und ist Teil des Metropolitan Park System of Greater Boston.
Die den Parkway flankierenden Straßen Bellevue Hill Road, East Border Road und West Border Road sind als Contributing Property ebenfalls im NRHP eingetragen.